# Reichskommissariat Ukraine
1941–1944
Entités précédentes :
- RSS d'Ukraine
- RSS de Biélorussie
- Gouvernement national ukrainien

Entités suivantes :
- RSS d'Ukraine
- RSS de Biélorussie

Le Reichskommissariat Ukraine (RKU) fut une entité administrative allemande, créée, lors de la Seconde Guerre mondiale, par le Troisième Reich, consistant en une administration civile allemande qui administrait la majeure partie de l'Ukraine occupée par la Wehrmacht entre 1941 et 1944, à la suite d'un transfert territorial depuis une administration militaire allemande en vue d'incorporer à terme ces territoires au sein d'un Grand Reich germanique.
Ainsi, avec l'Ostland, l'Ukraine fut l'un des deux seuls Reichskommissariats créés sur le territoire de l'Union soviétique à avoir eu une existence effective.

## Histoire

### L'invasion allemande et la mise en place du Commissariat
À la suite du déclenchement de l'opération Barbarossa, le 22 juin 1941, les troupes allemandes se lancèrent à l'invasion de l'Union soviétique, envahissant rapidement l'ancienne Pologne orientale, annexée par les Soviétiques en 1939.
Dès le 24 juin, Himmler commanda un nouveau projet du Generalplan Ost ne comprenant non plus seulement les régions polonaises annexées au Reich mais également le Gouvernement général de Pologne et les territoires soviétiques frontaliers.
À la suite de sa présentation à Hitler, les 16 et 17 juillet, celui-ci promulgua un décret sur l'administration des territoires de l'Est nouvellement occupés ; il mit en place un ministère du Reich aux Territoires occupés de l'Est et y plaça à sa tête Alfred Rosenberg ; il demanda un élargissement de la zone géographique du Generalplan Ost aux Pays baltes, l'Ingrie, l'Ukraine et la Crimée et nomma le Gauleiter de Prusse-Orientale Erich Koch en tant que futur Reichskommissar du Commissariat planifié.

En outre, les territoires de l'Est, dont l'Ukraine, étaient destinés à être systématiquement démantelés et réorganisés en commissariats du Reich. Ainsi, il est à noter que ces administrations civiles allemandes étaient elles-mêmes destinées à intégrer le Grand Reich germanique, entité politique qui aurait à terme dissous en son sein un Grand Reich allemand en pleine expansion, résultat ultime de la recherche d'un Lebensraum, « espace de vie » assurant la satisfaction des besoins matériels et alimentaires des peuples germaniques.
Entre-temps, les troupes allemandes ont commencé à investir Kiev le 11 juillet 1941, remettant en cause le contrôle soviétique sur l'Ukraine. Par conséquent, le front progressant et les gains territoriaux à l'Est augmentant, le 20 août, le Führer crée par décret le Reichskommissariat Ukraine. Le 26 août, le Dniepr est atteint avec la prise de Dnipropetrovsk.
Le premier transfert territorial de l'administration militaire (Militärverwaltung) à l'administration civile (Reichskommissariat) eut lieu le 1er septembre.
Enfin, le 19 septembre, Kiev tombe aux mains des Allemands et, le 30 septembre, le Dniepr ayant été franchi sur toute sa longueur, la majeure partie de l'Ukraine est occupée, sécurisant l'existence récente du Commissariat qui s'agrandit au fur et à mesure que des transferts territoriaux des administrations militaires aux administrations civiles du fait de l'éloignement du front vers l'Est.
Le 24 octobre, Kharkiv est prise, ainsi que, le 20 novembre, bien que temporairement, Rostov-sur-le-Don, éloignant toujours plus le front vers l'Est, ce qui entraîne l'accroissement territorial du Commissariat de l'Ukraine.
De cette manière, à son extension maximale, le Commissariat dut, en effet, administrer un territoire de 340 000 km2, peuplé de 17 millions d'habitants (en 1942). Ainsi, il est à noter que, géographiquement, le Commissariat d'Ukraine incluait la majeure partie de la RSS d'Ukraine (dans ses frontières de 1940), à laquelle s'ajoutait quelques territoires adjacents de la RSS de Biélorussie. Néanmoins, à ces territoires sont soustraits les territoires ukrainiens de Crimée et du Donbass sous administration militaire (Militärverwaltung), les territoires au sud du Boug méridional, Transnistrie correspondant approximativement à l'actuel oblast d'Odessa occupés par l'armée roumaine sous domination du dictateur Ion Antonescu et la Galicie orientale annexée au Gouvernement général de Pologne.

### Les rivalités entre Rosenberg et Koch
Dans ce contexte, étant Reichskommissar d'Ukraine, Koch est, en principe, le subordonné de Rosenberg, ministre aux Territoires occupés de l'Est. Néanmoins, Koch est également un proche de Göring, chargé de l'exploitation économique des territoires occupés de l'Est et donc en concurrence directe avec Rosenberg. Ainsi, cette protection assurée par Göring permit à Koch de jouir d'une large autonomie, agissant en totale indépendance des politiques soutenues par Rosenberg.
En effet, depuis Rivne (en russe : Rovno), sa capitale, Koch, appuyé par Bormann et Göring, mène une lutte sourde contre la politique que tente de mettre en place Rosenberg, politique qui suscite l'opposition de Hitler, attestée dans ses propos de table. En outre, cette opposition se manifeste également dans le choix de la capitale : Rosenberg, soutenu par ses proches collaborateurs au ministère de l'Est, est partisan du choix de Kiev, mais Koch s'installe à Rivne.
Sous l'administration effective de Koch, entre septembre 1941 et mars 1944, le Commissariat fut administré comme une colonie allemande. Les tâches de l'administration comprenaient la pacification de la région et l'exploitation de ses ressources et populations au bénéfice de l'Allemagne.

### Les projets coloniaux d'Himmler
Rapidement, l'Ukraine et la Crimée furent l'objet de nombreux projets nationaux-socialistes d'une colonisation allemande dans l'optique de « germaniser » les territoires destinés à être inclus au sein du Grand Reich germanique.
En effet, dès le 14 décembre 1941, Rosenberg eut une entrevue avec Hitler afin de discuter de diverses questions administratives concernant le Commissariat. Outre des questions économiques (pénuries de main-d'œuvre et collecte des récoltes), il fut notamment question du « nettoyage » et de la « germanisation » de la Crimée et d'une grande partie du Sud de l'Ukraine en vue d'être directement incorporé au Reich sous le nom de Gotengau (en français : « Gau des Goths ») ou Gotenland (en français : « Pays des Goths »).
Dans ce contexte, dès l'été, le Generalplan Ost, lancé sous l'impulsion d'Himmler, parfois contre les consignes expresses de Hitler, amorce une politique de colonisation agraire de l'Ukraine. Ce projet de peuplement allemand incluait la mise en place de points d'appui SS consistant en des exploitations agricoles peuplées par des SS et leurs familles et exploitées à leur profit par des cohortes de travailleurs forcés.
Ainsi, il coordonne la réalisation de trois points d'appui entre Vinnitsa et Jitomir, dans le district de Hegewald, regroupant 45 000 Volksdeutsche, auparavant dispersés dans 486 villages, dans une centaine d'agglomérations du district de Hegewald. Par conséquent, l'administration de ce secteur est confiée directement à la SS en septembre 1942. Ces derniers expulsent du district 14 500 de ses habitants, puis installent 10 500 colons allemands. Sous la direction de paysans SS, les kolkhozes du secteur sont exploités par les Volksdeutsche regroupés, qui exploitent pour leur propre compte un jardin de 1 hectare et auxquels on promet une ferme pour la moisson de 1943.
Cette tentative se révèle au cours de l'année 1943 un échec, et, en novembre, la population allemande est à nouveau déplacée, cette fois-ci vers le Wartheland.

### Le projet de nazification administrative des territoires de l'Est d'Hitler
Le 1er avril 1942, Hitler avait décrété la création de l'Arbeitsbereich Osten der NSDAP (en français : « Zone de travail de l'est du NSDAP »), une organisation du parti national-socialiste pour les nouveaux territoires occupés de l'Est, donc des administrations civiles établies, à savoir les Reichskommissariats d'Ukraine et d'Ostland.
Cette décision conduisit à une amère résistance non seulement de Rosenberg, qui craignait à juste titre que la transformation de l'administration civile des territoires de l'Est en une bureaucratie particratique signifierait la fin effective de son ministère des Territoires occupés de l'Est, mais également d'Himmler, qui craint à juste titre que la mise en place d'un Arbeitsbereich serait accompagnée par des commissaires devenant des commissaires de guerre (RVKs) entraînant une perte de pouvoir au détriment de la SS (qui perdait du terrain depuis septembre 1941 à la suite de l'établissement de commissaires locaux afin de contrôler la police de leurs territoires, rôle tenu jusque-là par la SS).
Mais les résistances cessèrent face aux pressions de Martin Bormann à Berlin, ainsi que Koch et Lohse sur le terrain. Sauvant les apparences, Rosenberg réussit à se faire nommer Reichsleiter (en français : « gouverneur du Reich ») de la nouvelle Arbeitsbereich, au sein de laquelle il tenta d'imposer vainement son autorité.

### La reconquête par les Soviétiques du Commissariat

#### Depuis Stalingrad: le prélude à la reconquête soviétique
À la suite de la défaite de Stalingrad et à diverses opérations offensives soviétiques, l'hiver 1943 voit le début des combats acharnés entre les troupes allemandes et soviétiques pour le contrôle des territoires ukrainiens.

Ainsi, Kharkiv étant tombée le 16 février 1943, Poltava et la frontière orientale du Commissariat d'Ukraine n'est plus qu'à une enjambée pour l'Armée Rouge, marquant le début de la menace soviétique directe sur les territoires sous l'administration du Commissariat d'Ukraine. 
Entre les 16 et 19 février 1943, capitalisant sur leur succès à Kharkiv, les Soviétiques déclenchèrent plusieurs offensives simultanées à travers le Donbass. Ainsi, ils parviendront encore à prendre Poltava et à atteindre le Dniepr, près de Zaporijjia, le 21 février, avant de subir une violente contre-attaque allemande qui reprendra Poltava, Kharkiv et repoussera les Soviétiques jusqu'à Koursk, où s'est désormais formé un dangereux saillant.

Par conséquent, le 4 juillet, la Wehrmacht déclencha l'Opération Zitadelle dans le but de neutraliser le saillant de Koursk. Malgré des succès, l'offensive s’essouffle et finit par échouer le 13 juillet. L'offensive allemande étant un échec, la Wehrmacht est, désormais, sur la défensive sur l'ensemble du front de l'Est face aux contre-offensives soviétiques. Ainsi, alors que les combats faisaient encore rage près de Koursk, les Soviétiques relancèrent une série d'offensives en direction du Dniepr, dernière ligne de défense naturelle du Commissariat d'Ukraine. Ainsi, dès le 12 juillet 1943, ils avaient déjà élargi leur tête de pont sur le Donetz. 
Poursuivant leur avantage, les Soviétiques finiront par définitivement libérer Kharkiv, replaçant les territoires sous l'administration du Commissariat d'Ukraine directement sous la menace soviétique.

#### L'ultime résistance allemande: la bataille du Dniepr
À la suite de l'évacuation en bon ordre de la Wehrmacht en direction du Dniepr afin de former un nouveau front, plus solide et plus efficace, et à la politique de la terre brûlée, il faudra encore attendre la fin du mois de septembre 1943 pour que les troupes soviétiques puissent s'approcher de Kiev. Ainsi, le 22 septembre, tout en étant à 120 km de la ville, les Soviétiques atteignirent, enfin, par endroits la rive orientale du Dniepr avant de tenter un passage en force le fleuve pour prendre pied durablement sur la rive occidentale. Néanmoins, dans cette entreprise, 
Manstein les arrête une nouvelle fois, ne permettant pas aux Soviétiques de profiter dans l'immédiat de leurs têtes de pont au-delà du Dniepr. La résistance allemande efficace sur le Dniepr fait subir aux troupes soviétiques de lourdes pertes.
Malgré cette résistance, les défaites allemandes de l'été et de l'automne 1943 rendent précaire la survie de ce Commissariat d'Ukraine, qui survit sur une partie de plus en réduite des régions nominalement sous son contrôle. Mais ce coup d'arrêt, bien que donnant au Commissariat quelques mois de répit, n'est que temporaire, car les Soviétiques multiplient les coups de boutoir, arrêtés seulement par les retours offensifs de Manstein d'octobre 1943.
Le plus grand camp de concentration d'Ukraine était situé à Darnitsa (banlieue de Kiev), qui fut détruit fin 1943 lors de l'offensive des troupes soviétiques.
Ensuite, le 23 octobre, la prise de Melitopol par les Soviétiques conduisit à la rupture des communications terrestres entre les troupes allemandes stationnées en Crimée, alors sous administration militaire, et le reste des forces allemandes chargées de la défense de l'Ukraine.
En effet, dès le 3 novembre, les Soviétiques finissent par percer par endroits les défenses allemandes sur le Dniepr et, le 5 novembre, commencent à investir Kiev, qui tombera le lendemain. Cet événement est le prélude de la fin du Commissariat en ouvrant la route de la Pologne et des Carpates aux Soviétiques. Pendant ce temps, plus au Sud, les Soviétiques prirent Krementchouk et Dnepropetrovsk tandis qu'ils évacuent Zaporijjia en direction de Nikopol et Krivoï Rog.
Poursuivant sur leur succès à Kiev, les Soviétiques prennent Fastov, puis Jytomyr, Ovrouch et Korosten.
Manteuffel déclencha alors une contre-offensive désespérée en direction de Kiev. Il reprit Broussilov et Jytomyr le 19 novembre, puis Korosten le 5 décembre, stoppant ainsi momentanément l'avancée soviétique, mais cela n'offrit qu'un court sursis aux Allemands. En effet, les Allemands devant colmater leur front entre Kiev et la boucle supérieure du Dniepr, les Soviétiques en profitent pour lancer une attaque. Ainsi, ils prennent Koziatyn le 28 décembre, Korosten le 29 et Jytomyr le 31, tandis que Berdytchiv et Byelaya Taserkov se retrouvent alors encerclées et isolées par les offensives soviétiques fixant de nombreuses forces allemandes. Le 8 janvier 1944, Kirovograd, à proximité du Dniepr, tombe à son tour.
Désormais, les récentes avancées soviétiques, qui aboutiront à Broussilov, effacent tous les résultats des contre-offensives allemandes précédentes. Désormais, l'Allemagne a définitivement perdu l'initiative sur le front de l'Est. Le Dniepr ayant été traversé et des saillants soviétiques ayant été formés autour de Kiev et Kirovograd, plus rien ne bloque les Soviétiques jusqu'aux Carpates, condamnant à brève échéance l'existence même du Reichskommissariat d'Ukraine.

#### La progression soviétique vers les Carpates
Ayant progressé depuis Kiev en ligne droite vers Lviv et Ternopil, toutes deux situées en Galicie orientale, annexée au Gouvernement général de Pologne en 1941, l'offensive soviétique a coupé la liaison entre le groupe d'armées Centre et le groupe d'armées Sud allemands et formé un dangereux saillant allemand, celui de Korsoun-Tcherkassy. En janvier 1944, afin d'isoler les forces allemandes du saillant, les Soviétiques entamèrent la fermeture de celui-ci en prenant Loutsk et Rivne, capitale du Commissariat d'Ukraine.
Le 28 janvier, la poche est bouclée et isolée par les forces soviétiques. Dès lors, la poche de Korsoun-Tcherkassy est proclamée Kessel (chaudron). Néanmoins, une tentative de briser l'encerclement pour évacuer la poche vers l'Ouest est finalement autorisée et tentée le 16 février. Au terme de la bataille de Tcherkassy, le 19 février, le Kessel est totalement nettoyé par l'Armée rouge. Parallèlement, les Soviétiques prirent Nikopol le 8 février et Krivoï Rog le 22 février, nettoyant le dernier saillant allemand à proximité du Dniepr.

#### La disparition duReichskommissariat

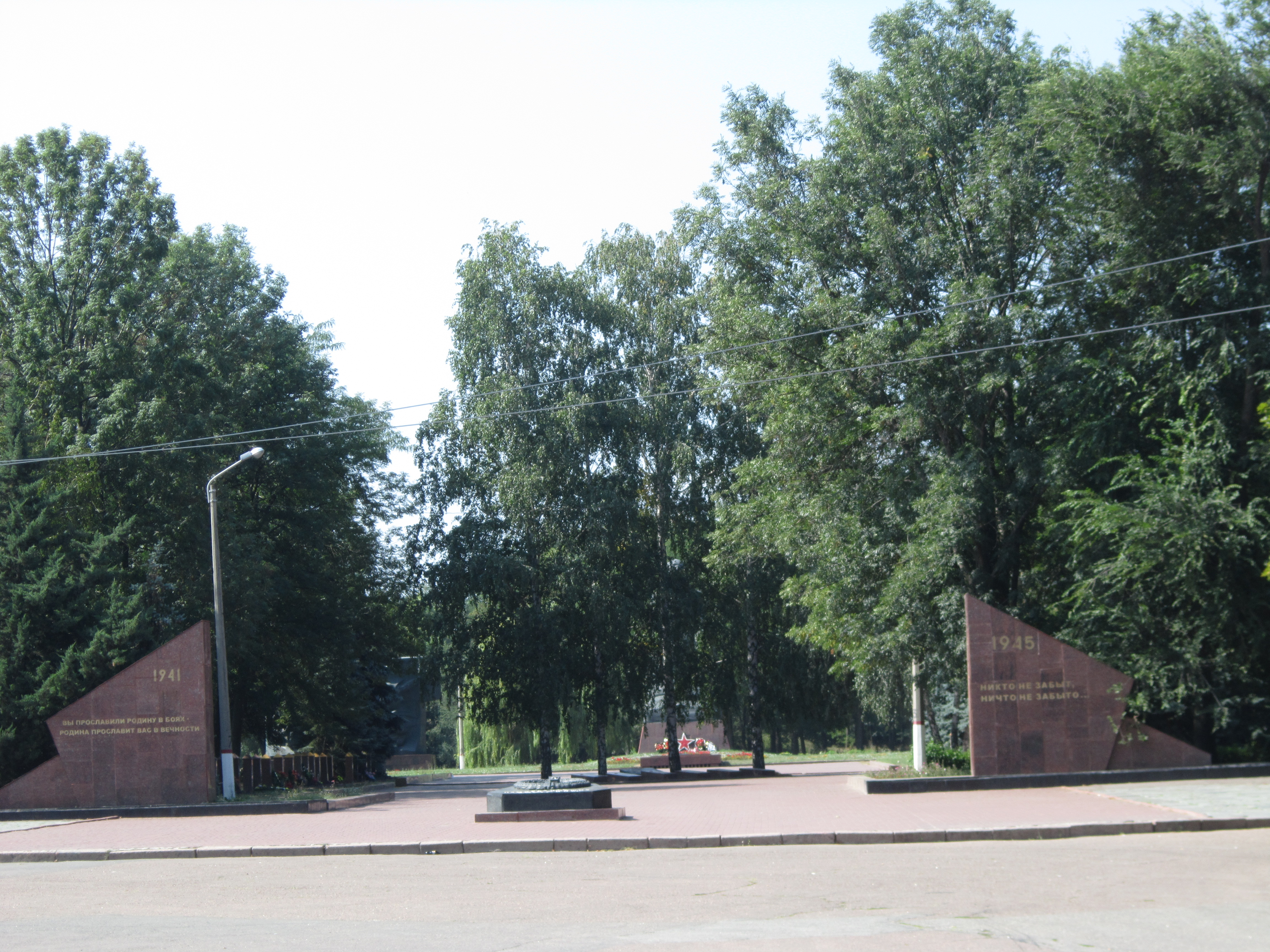
Entrée du Panthéon de la Gloire éternelle à l'intérieur de la Fort Sainte-Élisabeth à Kropyvnytskyï. L'un des plus grands enterrements de victimes de l'occupation nazie en Ukraine

Fin février 1944, à la fonte des neiges, le Dniepr étant définitivement dégagé de la menace allemande, les Soviétiques s'approchèrent immuablement des montagnes des Carpates. Désormais, le Reichskommissariat d'Ukraine vit ses derniers instants.
En effet, à ce moment-là, les Soviétiques ont commencé à envahir la Galicie orientale en encerclant Ternopil et en coupant la liaison ferroviaire Lviv-Odessa. Plus au Sud, le 11 mars, les troupes allemandes et roumaines sont obligées de se replier vers le Boug méridional. Le 13 mars, les Soviétiques prirent Kherson et, le 28 mars, Nikolaïev, isolant toujours un peu plus le Kessel de Crimée. Le 29 mars, ils entrent à Tchernotsy, en Bessarabie roumaine, puis de Kolomyya, aux pieds des Carpates hongroises.
Les Carpates et la Bessarabie atteintes, l'administration civile du Reichskommissariat d'Ukraine n'a plus aucune juridiction sur aucun territoire, ce qui entraîna sa disparition effective dans le courant du mois de mars 1944 tandis que, à partir du 7 avril, les Soviétiques se lancèrent à la reconquête de la Crimée,. Le 17 avril débute un nouveau siège de Sébastopol. Le 5 mai, Hitler consent à évacuer les troupes allemandes de Crimée.
La chute de Sébastopol le 10 mai et l'élimination du Kessel de Crimée le 12 mai, suivies par l'opération Bagration, lancée en juin 1944, qui verra la fin de la reconquête des territoires soviétiques occupés (excepté certaines poches de résistance comme en Courlande, qui ne se rendra que le 8 mai 1945), finiront de détruire les espoirs des nationalistes ukrainiens de restaurer une entité ukrainienne autonome.

## Organisation et gestion administrative
Sur le plan territorial, l'administration allemande du Reichskommissariat est répartie entre six districts généraux (Generalbezirke) :
- Kiev (Kiew), placée sous l'autorité du SA-Brigadeführer Helmut Quitzrau, puis le 14 février 1942 par le SA-Oberführer Waldemar Magunia ;
- Nikolaïev (Nikolajew), placée sous l'autorité de l'Obergruppenführer NSFK Ewald Oppermann ;
- Jytomyr (Shitomir), placée sous l'autorité du Regierungpräsident Kurt Klemm, puis en 1942 par le SS-Brigadeführer Ernst Ludwig Leyser ;
- Dnipropetrovsk (Dnjepropetrowsk), placée sous l'autorité du Oberbefehlshaber der NSDAP Nikolaus Selzner ;
- Crimée-Tauride, capitale: Mélitipol (Krym-Taurien), placée sous l'autorité du Gauleiter Alfred Frauenfeld ;
- Volhynie-Podolie, capitale: Loutsk (Wolhynien und Podolien), placée sous l'autorité du SA Obergruppenführer Heinrich Schoene ;

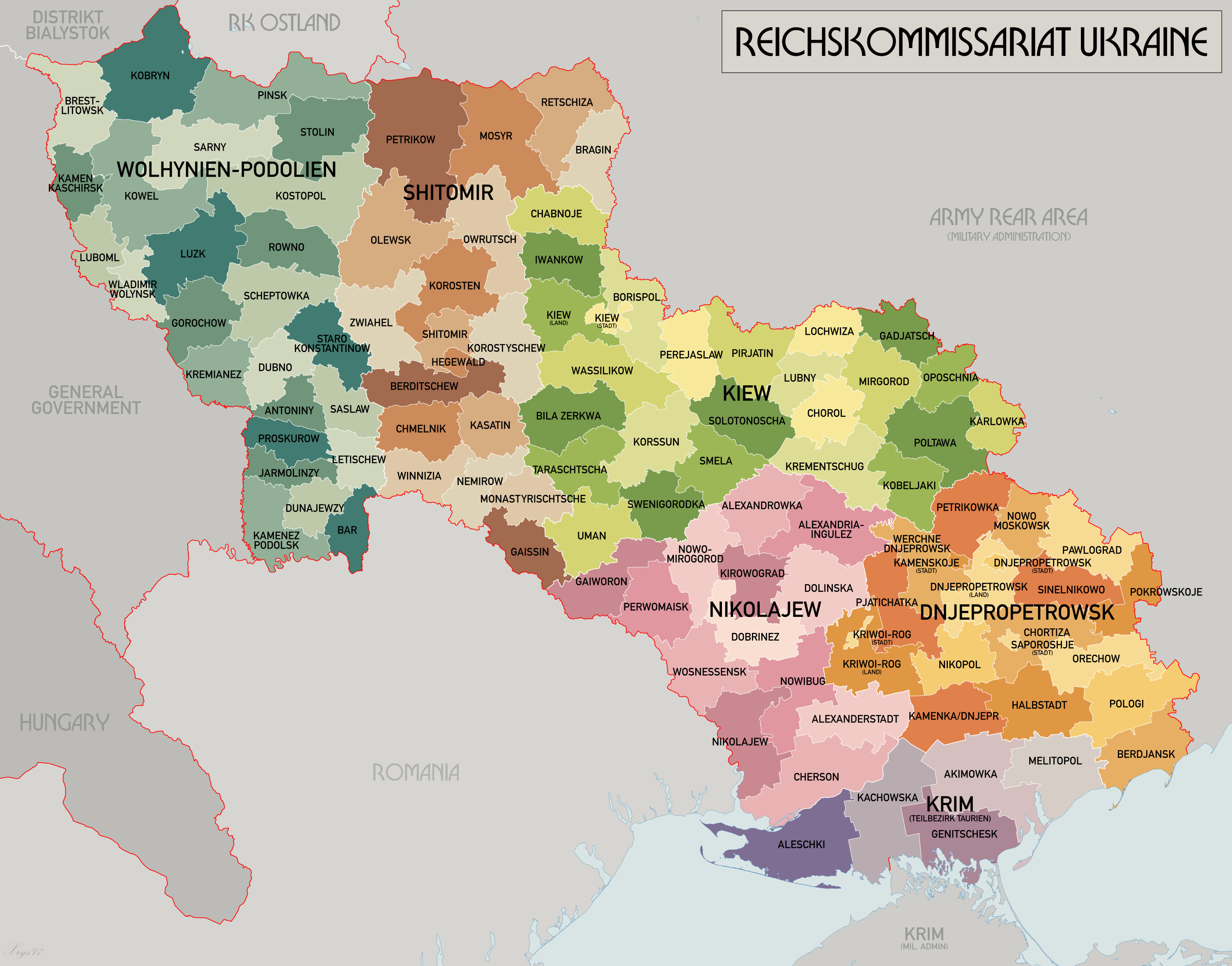
Les divisions administratives du Reichskommissariat

Il était prévu d'ajouter d'autres districts généraux au Reichkommissariat, ce qui lui aurait donné une frontière avec le Kazakhstan, mais cela ne s'est pas réalisé avec l'échec de l'opération Barbarossa :
- Tchernigov (Tschernigau)
- Kharkov (Karkau)
- Stalino (Neukoblenz)
- Voronej (Woronesch)
- Rostov-sur-le-Don (Rostofa)
- Stalingrad (Wolgaburg)
- Saratov (Saratau)

## L'exploitation économique

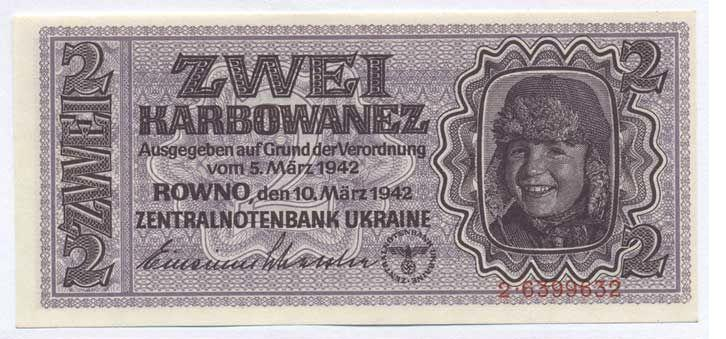
Deux karbovaniya du Reich Commissariat Ukraine (Rivne).

Outre un cadre légal pour administrer les territoires ukrainiens conquis, ce Commissariat fournit également au Reich un espace géographique à exploiter du point de vue de ses ressources naturelles et de sa population au bénéfice de l'économie allemande et de l'effort de guerre allemand.

### Les ressources naturelles et les industries
Cette exploitation monétaire se double d'une exploitation économique plus classique des territoires ukrainiens. Celle-ci est destinée à fournir au Reich de nombreuses denrées alimentaires, selon les mots même du commissaire du Reich en Ukraine, Erich Koch, au détriment même des populations ukrainiennes dont la mort de faim lui est indifférente, à l'image de ce que professe Hitler dans le même temps. Sur ces territoires réputés pour leur production agricole, le Reich prélève légalement, en payant régulièrement ses achats, tout ce qu'il peut, garantissant ainsi à la population allemande des « conditions de vie proches de celles du temps de paix », selon le mot de Göring.
Les différents bassins industriels ukrainiens conquis par les Allemands en 1941 sont remis en état et leur production recommence rapidement et à les exploiter au profit de l'économie allemande et de l'effort de guerre allemand. À ce titre, ils sont fréquemment inspectés par les responsables de la production du Reich. Dans cette logique, dans le courant de l'année 1941, Albert Speer se voit confier la remise en état du réseau ferroviaire ukrainien, puis, après la mort de Todt, la responsabilité de la remise en marche des industries dans la région de Dniepropetrovsk.
Néanmoins, les experts du ministère des territoires de l'Est émettent rapidement des doutes sur l'efficacité de la politique menée par le Reich à l'Est et affirment que, pour être plus efficace, l'exploitation des territoires de l'Est n'aurait pas dû se parer de motivations raciales.

### Le cas de l'exploitation des travailleurs locaux
Dès les premiers jours de l'occupation, la Wehrmacht fait appel à des travailleurs locaux, organisés en colonnes de travailleurs. Puis, à partir de janvier 1942, partent les premiers contingents de travailleurs pour le Reich: ces premiers groupes, composés parfois de volontaires, sont maltraités dès leur transport. Ces mauvais traitements tarissent rapidement le flux de volontaires et, sous la pression des services de Sauckel, qui définissent l'importance des contingents de travailleurs à envoyer dans le Reich, les autorités allemandes organisent des rafles systématiques dans les lieux publics. Une fois dans le Reich, ils subissent un traitement discriminatoire, tout en étant surveillés par la police, qui exécute ceux qui s'évadent.
De plus, ces travailleurs sont soumis à un régime de famine et subissent de nombreux mauvais traitements dans le Reich. Salariés, ils reçoivent un salaire, bloqué sur un compte dans la succursale berlinoise, fictive, de la banque centrale ukrainienne. Ce salaire est accaparé à 70 % par le Reich, à la fois pour contenir la demande dans le cadre d'un marché intérieur comprimé par le conflit mais aussi pour éviter une augmentation de la pression fiscale sur les contribuables allemands. Dans le Commissariat d'Ukraine, la ponction de travailleurs à destination du Reich est massive et concerne chaque famille.

### La Banque centrale monétaire d'Ukraine, cadre légal de l'exploitation du Commissariat
Outre cette exploitation économique et démographique, il est à noter que l'exploitation plus large des territoires du Commissariat s'effectue selon un cadre monétaire défini dès les premiers jours de l'occupation allemande.
Ainsi, le Commissariat était doté d'une banque centrale, la Banque centrale monétaire d'Ukraine (ZNU), créée par décret le 1er juin 1942; cet institut d'émission de monnaie est placé sous le contrôle de fonctionnaires de la Reichsbank. Ainsi, cette nouvelle banque centrale émet une monnaie nationale, le karbowanez, qui remplace le rouble.
Par conséquent, la création du karbowanez, seule monnaie ayant désormais cours légal dans l'ensemble du Commissariat, oblige les Ukrainiens à remettre leurs roubles aux autorités d'occupation. Les sommes ainsi échangées sont déposées sur des comptes nominatifs, mais bloquées pour les titulaires.
Néanmoins, face à l'afflux de roubles, les karbowanez sont rapidement dévalorisés par l'usage accru de la planche à billets. Ainsi, en février 1943, la monnaie a perdu 80 % de sa valeur. La ZNU, la nouvelle banque centrale du Commissariat, finance les achats de la Wehrmacht par des bons du trésor, émis en quantité, et in fine sans valeur. Elle délivre aux fournisseurs ukrainiens cette « monnaie de singe ».
Ces masses de roubles sont utilisées par la Wehrmacht pour acheter de nombreuses fournitures dans les régions occupées dans lesquelles cette monnaie a encore cours légal, donc hors du Commissariat.
Mais la banque centrale ukrainienne héberge aussi dans ses comptes les livrets d'épargne de l'ensemble des travailleurs de l'Est, abondés par la rémunération qu'ils perçoivent comme travailleurs au service de l'économie de guerre allemande. Cette rémunération doit être versée au guichet de la banque centrale ukrainienne, en réalité la caisse centrale du Reich, sur un compte collectif et bloqué le temps de la présence du travailleur dans le Reich.

## La Shoah au sein du Commissariat
Dans un contexte marqué par l'étouffement du sentiment national ukrainien depuis deux siècles, par la présence de nombreuses minorités et d'une communauté juive nombreuse, le massacre des Juifs d'Ukraine prend une dimension spécifique.

### 1941
Rapidement, dès le mois d’août 1941, après l'annexion de la Galicie orientale au Gouvernement général de Pologne, les tueries prennent un caractère organisé avec l'entrée en action des Einsatzgruppen dans le Commissariat.
À partir de septembre 1941, la conjonction entre les projets de Himmler et la volonté exterminatrice des collaborateurs ukrainiens incite à accélérer la cadence de l'extermination :
- Sont alors engagées, dans les territoires de l'Est, des réflexions à la fois pour rationaliser les tueries et pour exterminer également les femmes et les enfants, pour éviter que cela ne pose de problèmes de conscience aux bourreaux allemands[34] ;
- Sont alors expérimentées, à l'automne 1941, diverses solutions, comme le camion à gaz : le fourgon est hermétiquement fermé, les gaz d'échappement, entre autres le monoxyde de carbone, sont dirigés à l'intérieur du fourgon, et asphyxient ainsi une quarantaine de personnes à chaque utilisation. Par ailleurs, sur le modèle du camion à gaz, les premières chambres à gaz, expérimentées en Ukraine et dans le Warthegau, reprennent le mode de fonctionnement, mais sont fixes, avec un moteur à l'extérieur, les gaz d'échappement étant dirigés vers l'intérieur de la chambre, isolée de l'extérieur[35].

### 1942
L'année 1942 constitue, dans l'extermination des Juifs du Commissariat, l'année de la « solution cent pour cent », selon les mots des commissaires du Reich, Erich Koch, compétent en Ukraine, et Hinrich Lohse, compétent dans l'Ostland. Ainsi, en janvier 1942, lorsque Hitler décide d'établir son quartier-général de campagne à Vinnitsa, dans la plaine d'Ukraine, ses subordonnés coordonnent l'extermination des Juifs de la région : en trois vagues, les 14 000 Juifs survivants des massacres de 1941 sont abattus entre le 10 janvier 1942 et la mi juillet 1942 afin d'offrir un espace totalement sécurisé, selon les normes nationales-socialistes, pour Hitler et son état-major.

## Le rôle d'un nationalisme ukrainien déconsidéré
Durant la période qui précède l'opération Barbarossa (22 juin 1941), les nationalistes extrémistes ukrainiens, regroupés autour de Stepan Bandera, proche des nationaux-socialistes, prennent le dessus sur les nationalistes modérés.
Le 30 juin, l'OUN-B tente de proclamer un État indépendant en Ukraine, ce qui, malgré l'alliance en cours, est refusée par l'Allemagne, laquelle entame la répression contre l'organisation, tuant ou arrêtant ses dirigeants. Stepan Bandera est envoyé en camp de concentration. Parallèlement, les nationalistes ukrainiens, pour la plupart membres de l'OUN-M, poursuivent l'alliance avec les Allemands et appuient les Einsatzgruppen, dans leurs opérations de meurtres de masse, au fur et à mesure de la progression allemande à travers l'Ukraine.
Deux semaines après le déclenchement de l'opération Barbarossa, l'Armée rouge est chassée de l'Ukraine occidentale, conquise par les Allemands. Ainsi, dès les premiers jours de l'occupation allemande, en réponse aux massacres, les 22 et 23 juin 1941, perpétrés par le NKVD, des pogroms, perpétrés par la population et les membres de l'Organisation des nationalistes ukrainiens (OUN) de Bandera, ont lieu spontanément à Lviv, à Tarnopol et dans de nombreuses autres villes occupées.
Néanmoins, les Allemands ne sont guère tous uni dans leur vision positive des nationalistes ukrainiens. Ainsi, Rosenberg, farouchement anti-russe, souhaitait s'appuyer sur les populations non-russes des territoires occupés afin de garantir la mainmise allemande sur ces dits territoires. De cette manière, face à Koch, qui compare les Ukrainiens, Slaves, à une race de lapins, il souhaite mener à bien une renaissance ukrainienne, sans laquelle rien ne pourra subsister longtemps de la domination allemande. Rosenberg publie des ordonnances destinées à favoriser le renouvellement artistique de l'Ukraine. Il tente également d'enrayer la corruption endémique qui sévit dans le Commissariat, proposant des sentences lourdes contre les responsables corrompus, y compris le commissaire Erich Koch, vivant dans le luxe.
Cependant, cela n'empêchera pas Koch, protégé par Göring d'agir à sa guise. De la sorte, au début 1942, l'OUN-M, qui collaborait toujours avec les nazis, est à son tour réprimée par ceux-ci, son activité nationaliste étant vue comme préjudiciables aux projets nazis de transformer les territoires de l'Est en simples colonies allemandes en vue de les intégrer à terme au sein du Grand Reich germanique.
Parallèlement, au sein de la Wehrmacht, des voix s'élèvent pour s'opposer à la politique menée par Koch depuis Rivne et proposent à plusieurs reprises une nouvelle politique, axée sur le long terme. Ainsi, à partir de l'été 1942, des rencontres entre des représentants du ministère des Territoires occupés de l'Est et de la Wehrmacht aboutissent à la nécessité de définir une nouvelle politique dans les territoires occupés, censée aboutir à une autonomie interne sous protectorat allemand. La proposition de politique est récusée par Hitler après le 21 décembre 1942, celui-ci ré-insistant sur les compétences de chacun, les affaires militaires à la Wehrmacht et l'Ostpolitik à Rosenberg.
Néanmoins, à partir de la fin de l'année 1942, les militaires souhaitent avec de plus en plus d'insistance un changement de politique. Ainsi, dans une note du 3 janvier 1943, l'OKH se livre à une attaque en règle de la politique d'occupation dans le Commissariat : le racisme biologique national-socialiste, le sort des prisonniers de guerre, la recherche acharnée de travailleurs et leur traitement une fois dans le Reich, autant de causes de l'essor de la résistance. Au début de l'année 1943, Erich von Manstein, en poste en Ukraine, se montre favorable à un changement radical de politique, dans le sens de l'OKH. Mais, face à ces avis, Hitler continue de s'opposer farouchement à toute inflexion de la politique dans l'Est en juin 1943 en écartant les propositions formulées par Rosenberg et les militaires.
En réaction, en 1943, l'OUN-B entame la lutte armée contre les nazis, contre les partisans ukrainiens pro-soviétiques, et à l'occasion contre ses rivaux nationalistes de l'OUN-M, qui sont de facto obligés de se rallier ou de cesser leurs activités.